# الأناركية في المكسيك
تنبثق الحركة الأناركية في المكسيك من منظمة بلوتينو روداكاناتي للعمال الزراعيين في ستينيات القرن التاسع عشر وتمتد إلى نشاط فلوريس ماغون قبيل الثورة المكسيكية، وإلى ثقافات البانك الفرعية في ثمانينيات القرن العشرين.

## الجذور التاريخية وبواكير الحركة
بدأت الحركة الأناركية المكسيكية في منتصف القرن التاسع عشر، نتيجةً لتطور المكسيك التاريخي الفريد والتأثيرات الأوروبية. يرجع أصل الحركات والأفكار المثالية أبعد من ذلك التاريخ. سعى فاسكو دي غويرا في ثلاثينيات القرن السادس عشر إلى تأسيس مدينة توماس مور الفاضلة في مجتمعَين، وفي العام 1825 حاول القسيس والسيناتور خوزيه ماريا ألبودريه إنشاء مجتمع اشتراكي للماسونيين الأحرار. في العام 1828، تقدم الاشتراكي الإنجليزي روبرت أوين بطلب إلى الحكومة المكسيكية للموافقة على تأسيسه مستوطنة للمدينة الفاضلة في تيكساس. قرأ الراديكالي المكسيكي ميلكور أوكامبو في منفاه في نيو أورليانز أعمال شارل فورييه وبيير-جوزيف برودون وترجم كتاب بوردون فلسفة الفقر.
يجدر بالذكر أن الفيلسوف يوناني المولد بلوتينو روداكاناتي، مثله مثل الأناركي ذائع الصيت ميخائيل باكونين، كان من عائلة أرستقراطية، ووصل إلى المكسيك في فبراير من العام 1861 وكان أول منادٍ بالأفكار الأناركية في البلاد. اشترك روداكاناتي في ثورة 1848 الفاشلة في هنغاريا، وفي برلين تعرف على أفكار هيغل، وفورييه، وبرودون. بُعيد وصوله إلى المكسيك، خلص إلى نتيجة مفادها أن قرى الفلاحين المكسيكية كانت تطبق النماذج التي دعا إليها فورييه وبرودون.
بالرغم من ذلك، فقد تعرضت هذه المجتمعات للخطر من طرف المستعمرات الإسبانية (هاسيندا) ومن طرف الحكومة، فسعى روداكاناتي إلى تنظيمها وبناء شبكة مستعمرات زراعية اشتراكية. كتب روداكاناتي أول منشور اشتراكي في المكسيك، الكتاب التمهيدي الاشتراكي، لتجنيد المناصرين للانخراط في هذا الصراع. جاء في كتابه ذلك أن البشر أخيار بطبعهم، ولكن تضافرت الملكية الخاصة، والجور الاجتماعي، والاستغلال على إفسادهم. أخفق روداكاناتي في حشد مؤيدين لفكرة مستعمراته الزراعية. حصل على عمل كمدرس، وأنشأ جماعة الطلاب الاشتراكيين، والتي اتبعت تعاليم باكونين. ضمت المجموعة شخصيات مثل فرانسيسكو زالاسوتا وساناتياغو فيلانويفا اللذين أصبحا قياديين في النضالات الفلاحية والحضرية. بعد أحداث كومونة باريس في العام 1871، انصبّ اهتمام مجموعة روداكاناتي على العمال الحضريين وأسست حركة بروليتارية أناركية. بالرغم من أن تأثير روداكاناتي المعنوي لم يتجاوز حدود مجموعة الحرفيين والفلاحين الشباب، فقد ألهم خوليو لوبيز تشافيز قيادة التمرد الفلاحي في أواخر الستينيات من القرن التاسع عشر.
في منتصف القرن التاسع عشر، واجهت المنظمات العمالية ظروف عمل غير ملائمة. قدّم أفراد الحركة الأناركية التبادلية تعويضات بطالة، وإجازات مرضية، ومعاشات تقاعدية للمسنّين، وركزوا على توفير خدمات اجتماعية للعمال بدلًا من الاهتمام بنقد الرأسمالية. على صعيد منفصل، شجعت الجماعات الأناركية التي نحت باللائمة على الرأسمالية والدولة بسبب المصائب التي لحقت بالعمال على الإضرابات العمالية، متأثرةً بالحركة الأناركية الأوروبية. نظم الأناركيون أولى الإضرابات العمالية في تاريخ المكسيك. تردد أفراد الأناركية التبادلية في الانضمام إلى الإضرابات، ولكنهم اشتركوا فيها في نهاية المطاف. بشكل رئيسي وقعت الإضرابات المعترضة غالبًا على الأجور وظروف العمل في صناعات النسيج والتعدين.

## الثورة المكسيكية
يُعتبر ريكاردو فلوريس ماغون أهم شخصية في الحركة الأناركية المكسيكية في القرن العشرين، وأبًا روحيًا للثورة المكسيكية التي اندلعت في العام 1910. أصدر ماغون صحيفة ريجينراسيون مع أخيه إنريكي. عُرفت حركتهم وأتباعهم باسم ماغونستاس –نسبة إلى ماغون.
كان أنسيلمو إل فيغويروا المكسيكي-الأمريكي شخصية سياسية أناركية وصحفيًا وعضوًا في مجلس التنظيم للحزب الليبرالي المكسيكي. سُجن في الولايات المتحدة من العام 1911 حتى 1914 بسبب خرقه قوانين الولايات المتحدة المتعلقة بالحياد. قبل سجنه وبعد إطلاق سراحه، نشر فيغويروا صحيفة ريجينراسيون، الناطقة الرسمية باسم الحزب الليبرالي المكسيكي. في فترة الانتفاضة، جمعت ريجينيراسيون ما يقارب الـ 1000$ أسبوعيًا عبر رسوم الاشتراكات. حتى بعد تغطية تكاليف نشرها، أُتيحت المئات من الدولارات أسبوعيًا لإنفاقها في قضايا الحزب الثورية. إضافة إلى ذلك تلقت الصحيفة مبالغ مالية أصغر من متبرعين خارجيين. توقفت ريجينيراسيون عن الصدور في العام 1918، بعد أن كانت تُوزّع في الجاليات المكسيكية في الولايات المتحدة وتُستخدم ضمن الدروس الأدبية لديها، بسبب ندرة الكتب.